# アルトゥーロ・タマヨ
アルトゥーロ・タマヨ・バジェステロス（Arturo Tamayo Ballesteros, 1946年8月3日 - ）は、スペイン出身の指揮者。

## 経歴
マドリードの生まれ。マドリード・コンプルテンセ大学で法学を修めつつマドリード音楽院に在学し、音楽の道を選んだ。1971年にフライブルク音楽大学に留学し、クラウス・フーバーとヴォルフガング・フォルトナーの各氏に作曲を学んだ。また、バーゼルでピエール・ブーレーズ、ウィーンでヴィトルド・ロヴィツキに指揮法を師事した。1977年から指揮活動を始め、フランス国立放送、ルクセンブルク放送、ベルリン放送などの放送オーケストラに客演して成功を収めた。
1979年から1998年まで母校のフライブルク音楽大学で指揮法等を教えた。ミヒャエル・ギーレンらのように主に現代音楽を得意とする。